# Richard Davies (basket-ball)
Pour les articles homonymes, voir Richard Davies.
Richard Allen « Dick » Davies, né le 21 janvier 1936 à Harrisburg, en Pennsylvanie et mort le 25 février 2012, est un joueur américain de basket-ball. Il évolue principalement au poste de meneur.

## Palmarès
- Champion olympique 1964